# Análise não padronizada

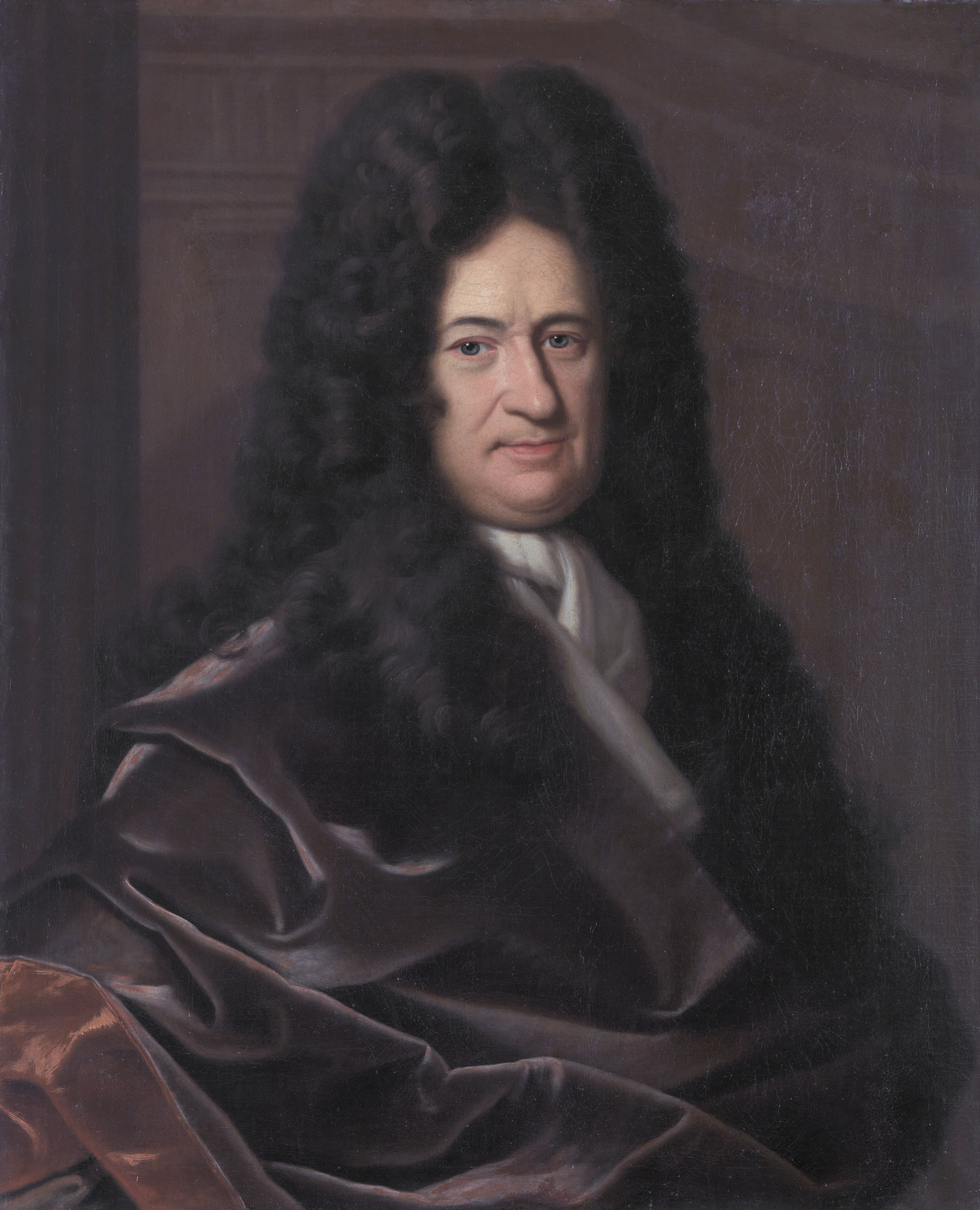
Gottfried Wilhelm Leibniz, por Bernhard Francke.

Análise não padronizada é um ramo da matemática desenvolvido desde 1960 para abordar o conceito de infinitesimal de maneira rigorosa. Para isso, um novo conceito é introduzido, o objeto padrão (ou padronizado) e objeto não padrão (ou não padronizado), ou mais precisamente modelo padrão ou teoria dos modelos. Pode-se, então, apresentar os principais resultados de análise matemática de uma forma mais intuitiva que a análise usual.

## Definições Básicas
Nesta seção, construiremos o corpo hiper-real {\displaystyle ^{*}\!\mathbb {R} }.  Seja {\displaystyle \mathbb {R} } o corpo dos números reais (padrão) e seja {\displaystyle \mathbb {N} } o semianel dos números naturais. O conjunto {\displaystyle \mathbb {R} ^{\mathbb {N} }} de todas as sequências de números reais com operações ponto-a-ponto não forma um corpo, mas obteremos o corpo dos hiperreais {\displaystyle ^{*}\!\mathbb {R} } a partir deste conjunto da seguinte forma. Tome um ultrafiltro livre {\displaystyle {\mathcal {U}}} em  {\displaystyle \mathbb {N} }  isto é,  {\displaystyle {\mathcal {U}}\subset 2^{\mathbb {N} }} é tal que
1. {\displaystyle \varnothing \notin {\mathcal {U}}};
2. {\displaystyle A\in {\mathcal {U}}\land B\in {\mathcal {U}}\implies A\cap B\in {\mathcal {U}}}
3. {\displaystyle A\subset \mathbb {N} \land A\notin {\mathcal {U}}\implies \mathbb {N} \setminus A\in {\mathcal {U}}}
4. {\displaystyle A} subconjutno finito de {\displaystyle \mathbb {N} } {\displaystyle \implies \mathbb {N} \setminus A\in {\mathcal {U}}}

Estabelece-se que duas sequências de números reais {\displaystyle u_{\bullet }=(u_{n})_{n\in \mathbb {N} }} e  {\displaystyle v_{\bullet }=(v_{n})_{n\in \mathbb {N} }} são equivalentes, {\displaystyle u_{\bullet }\bumpeq v_{\bullet }}, se existe um membro {\displaystyle U} do ultrafiltro em que as sequências coincidam:  {\displaystyle u_{\bullet }(U)=v_{\bullet }(U)}.  Isto equivale a dizer que o conjunto de indices em que elas são iguais está no ultrafiltro,  {\displaystyle [u_{\bullet }=v_{\bullet }]=\left\{n\in \mathbb {N} \vert u_{n}=v_{n}\right\}\in {\mathcal {U}}}. A relação {\displaystyle \bumpeq } é de fato de equivalência; a transitividade se deve ao axioma 2 de ultrafiltro e à inclusão {\textstyle [u_{\bullet }=w_{\bullet }]\supset [u_{\bullet }=v_{\bullet }]\cap [u_{\bullet }=v_{\bullet }]}. Assim, definem-se os números reais não-padrão ou números hiperreais como {\displaystyle ^{*}\mathbb {R} =\mathbb {R} ^{\mathbb {N} }/\!\bumpeq }, isto é, quocientando o conjunto das sequências pela relação de coincidirem em um membro do ultrafitro. Chama-se a esta construção feita de construção por ultrapotências ({\displaystyle ^{*}\mathbb {R} } é o ultraproduto de uma cópia de {\displaystyle \mathbb {R} } para cada número natural com respeito a um ultrafiltro dos naturais que contém todos os conjuntos cofinitos). Definem-se as operações em {\displaystyle ^{*}\mathbb {R} } por meio das operações ponto-a-ponto nos representantes. Denotando a classe de uma sequência {\displaystyle u_{\bullet }} em {\displaystyle ^{*}\mathbb {R} } como {\displaystyle [u_{\bullet }]}, põe-se:
- {\displaystyle [u_{\bullet }]+[v_{\bullet }]=[u_{\bullet }+v_{\bullet }]}
- {\displaystyle [u_{\bullet }]\cdot [v_{\bullet }]=[u_{\bullet }\cdot v_{\bullet }]}

Observe que os números reais padrão {\displaystyle \mathbb {R} } estão mergulhados em {\displaystyle ^{*}\!\mathbb {R} } como as imagens das sequências constantes. 
Definem-se também o módulo de um número hiperreal como {\displaystyle |[u_{\bullet }]|=[|u_{\bullet }|]}. Estende-se para {\displaystyle ^{*}\!\mathbb {R} } a relação de ordem de {\displaystyle \mathbb {R} } pondo {\displaystyle [u_{\bullet }]<[v_{\bullet }]:\iff \exists U\in {\mathcal {U}}\;\;\forall i\in U\;\;u_{i}<v_{i}}. Verifica-se que todas essas definições se comportam como esperado para os números padrão vistos dentro do conjunto dos hiperreais. 
Tome um número não-padrão {\displaystyle r\in {^{*}\mathbb {R} }}. Diz-se que {\displaystyle r}
- é um infinitésimo ou um número infinitesimal se {\displaystyle r<1/n} para todo natural padrão {\displaystyle n\in \mathbb {N} };
- é um número finito ou limitado se {\displaystyle |r|<n} para todo natural padrão {\displaystyle n\in \mathbb {N} };
- é um número infinito ou ilimitado se {\displaystyle |r|>n} para todo natural padrão {\displaystyle n\in \mathbb {N} }.